# Driakiew purpurowa
Driakiew purpurowa (Scabiosa atropurpurea L.) – gatunek rośliny należący do rodziny przewiertniowate. Występuje w basenie Morza Śródziemnego. Roślina uprawiana w ogrodach.

## Morfologia

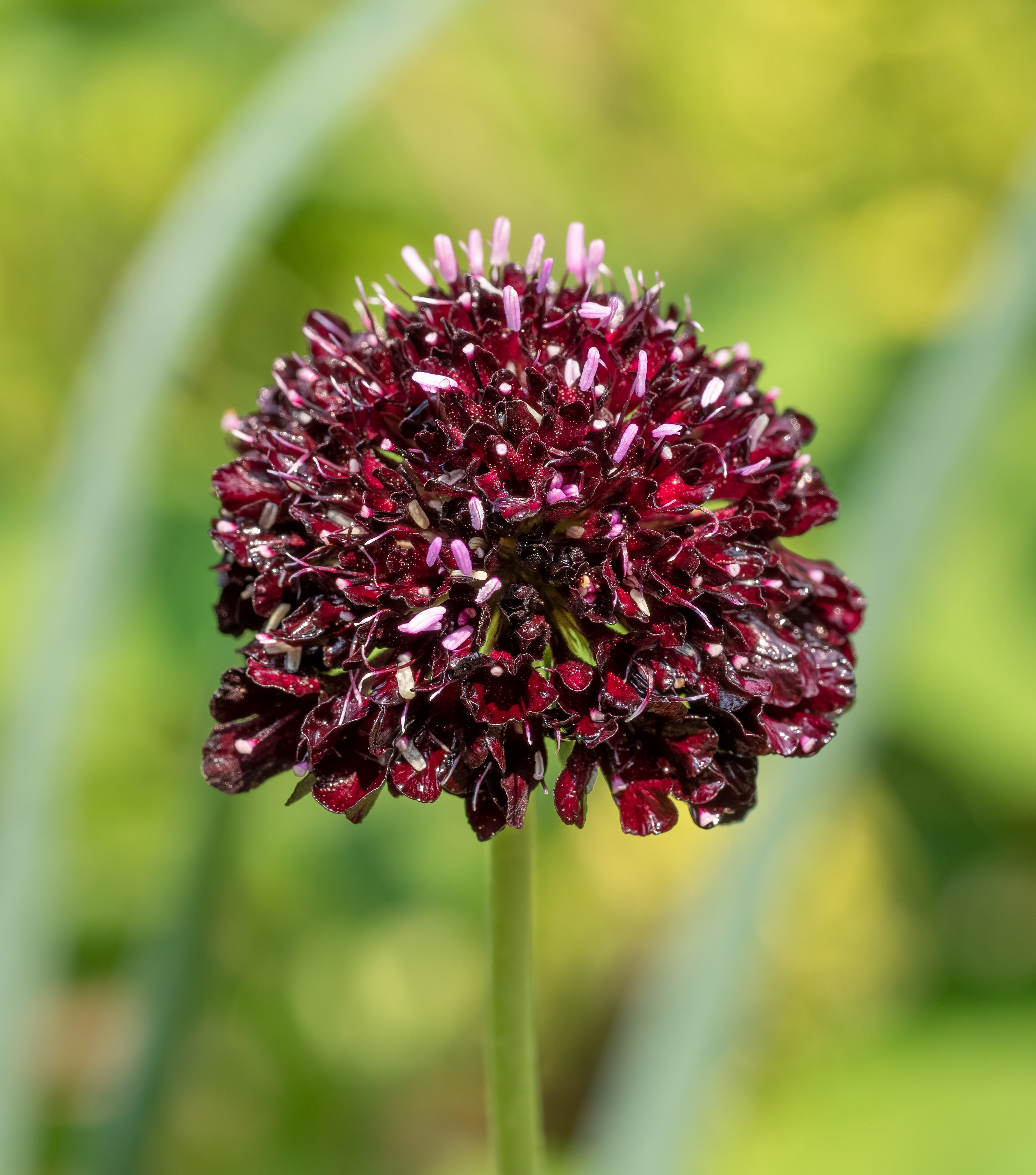
Odmiana ciemnoczerwona

PokrójRoślina dwuletnia lub bylina (ale krótkowieczna). Ma krzaczasty pokrój i wysokość 70–90 cm.
KwiatyZebrane w główkowate, pachnące kwiatostany o średnicy do 5 cm. Zazwyczaj są purpurowe, ale istnieją odmiany ozdobne o kwiatach niebieskich, białych i różowych.
LiścieKlapowane, sercowate.

## Uprawa
Nadaje się na rabaty. Lubi glebę zasobną w wapno. Rozmnaża się przez wysiew nasion jesienią lub podział wczesną wiosną lub jesienią. Stanowisko powinno być słoneczne. Po przekwitnięciu kwiatostany ścina się.